# کوه المپوس (قبرس)
المپوس (به یونانی: Όλυμπος) یا چیونیسترا (به یونانی: Χιονίστρα) با بلندای ۱٬۹۵۲ متر (۶٬۴۰۴ فوت)، بلندترین نقطه قبرس است. این کوه در کوهستان ترودوز جای گرفته‌است. کوه المپوس و «Troodos Square» تحت قلمروی پلاتریس در ناحیه لیماسول است. هم‌اکنون یک رادار دوربرد بریتانیایی در قله کوه المپوس کار می‌کند.